# Aonidiella araucariae
Aonidiella araucariae  (лат.) — вид полужесткокрылых насекомых-кокцид рода Aonidiella из семейства щитовки (Diaspididae). 

## Распространение
Южная Америка: Бразилия (Rio Grande do Sul; Santa Catarina; Sao Paulo).

## Описание
Мелкие щитовки, диаметр взрослых самок около 1,25 мм, форма тела округлая; основная окраска серая. 
Питаются соками таких араукариевых растений, как Araucaria angustifolia, Araucaria angustifolia (Araucariaceae).
Таксон Aonidiella araucariae включён в состав рода Acutaspis вместе с таксонами A. aurantii, A. comperei, A. eugeniae, A. orientalis, A. taxus, A. tectaria, A. tinerfensis, A. tsugae, A. pini, A. rex, A. yehudithae.